# Vemasse
Vemasse (Vemassi, Vemase, Vermasse, Vemassey, Vemace, ehemals Ade, vor 1936: Vemassin) ist ein osttimoresischer Suco im Nordwesten des osttimoresischen im Verwaltungsamt Vemasse (Gemeinde Baucau). Der Hauptort Vemasse war das Zentrum des historischen Reiches von Vemasse.
Der Name leitet sich von „Wemasi“ ab, dem Galoli-Wort für „salziges Wasser“.

## Geographie

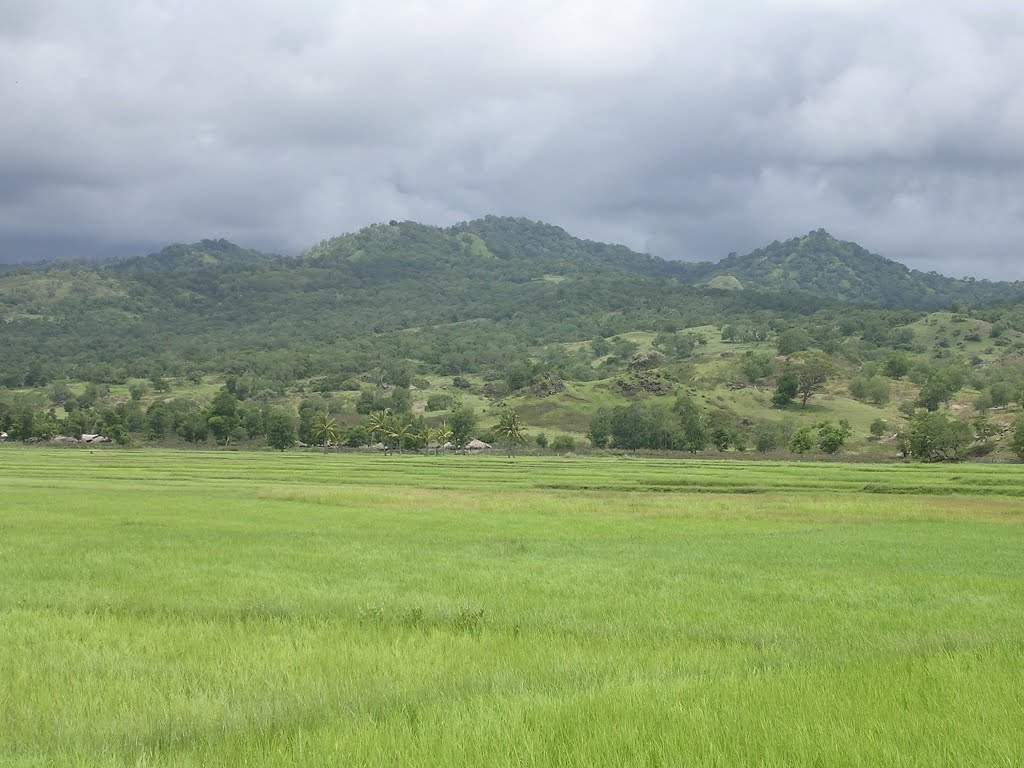
Reisfelder beim Ort Oralan kurz vor der Ernte in der Regenzeit …

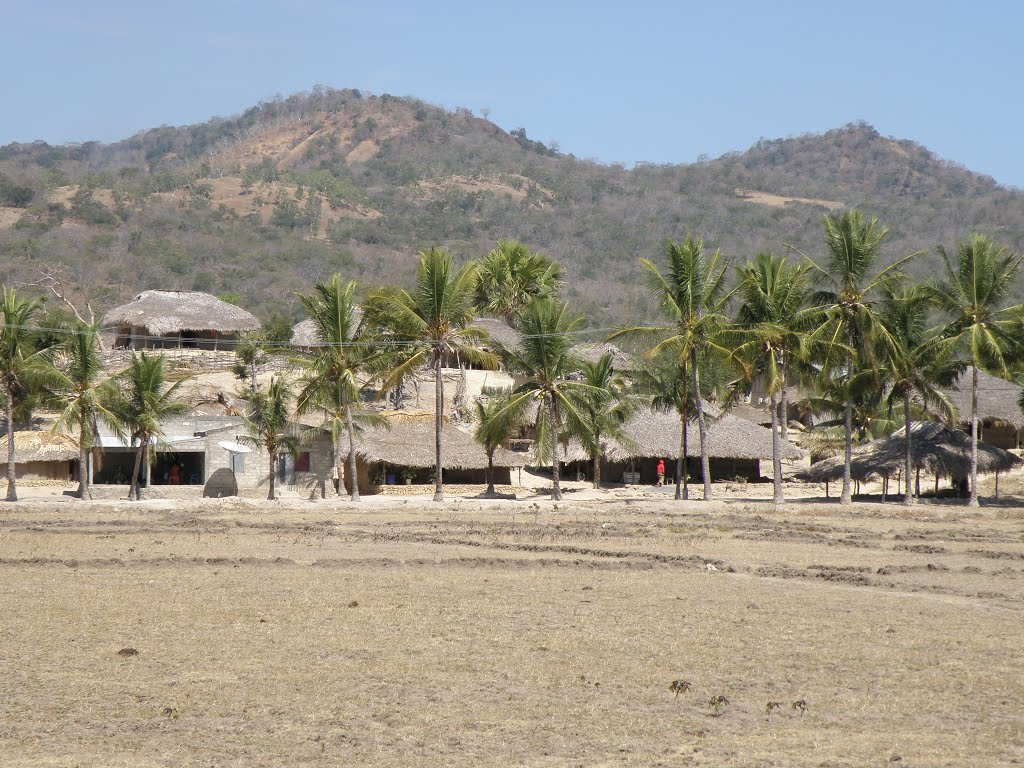
… und in der Mitte der Trockenzeit

Vor der Gebietsreform 2015 hatte Vemasse eine Fläche von 182,42 km². Nun sind es 148,57 km². Der Suco nimmt einen Großteil des Westens des Verwaltungsamts Vemasse und die gesamte Küste im Norden an der Straße von Wetar ein. Östlich liegen die Sucos Ostico, Caicua und Ossouala und das Verwaltungsamt Baucau mit seinem Suco Bucoli. Im Westen von Vemasse liegen der Suco Uaigae und das Verwaltungsamt Laleia (Gemeinde Manatuto) mit seinen Sucos Haturalan, Lifau und Cairui. Im Süden grenzt Vemasse an die Gemeinde Viqueque mit den Sucos Laline (Verwaltungsamt Lacluta) und Bibileo (Verwaltungsamt Viqueque). Im Süden entspringt der Fluss Bina. Er fließt nach Süden in den Mori, der die gesamte Grenze des Sucos im Süden bildet. Der Mori gehört zum Flusssystem des Laleia, der an der Grenze zwischen Vemasse und Lifau in die Straße von Wetar mündet. Ebenfalls im Süden Vemasses hat der Bohodani seine Quelle. Er fließt Richtung Norden und mündet in den Fluss Vemasse. Nachdem in den Vemasse der Bucaloli gemündet hat, verlässt der er den Suco in Richtung Uaigae und kehrt nach Zufluss des Robohicdi in den Suco zurück. Nachdem er den Ort Vemasse durchquert hat, mündet der Fluss Vemasse in die Straße von Wetar. Weiter östlich fließt der Manuleiden ins Meer. Die Flüsse Vemasses führen aber nur in der Regenzeit Wasser. Östlich der Mündung des Manuleiden liegt an der Küstenstraße der Ort Karabela (Cairabela, Caravela).
Der Suco Vemasse teilt sich in die vier Aldeias Betulale, Lor (Lôr), Oralan und Raha.

## Einwohner
In Suco Vemasse leben 4.074 Einwohner (2022), davon sind 2.024 Männer und 2.050 Frauen. Im Suco gibt es 700 Haushalte. Etwa 70 % der Einwohner geben Waimaha als ihre Muttersprache an. Eine kleine Minderheit spricht Midiki. Beide werden zu den Kawaimina-Sprachen gezählt. Etwa 15 % sprechen Tetum Prasa, etwa 10 % Galoli.

## Geschichte

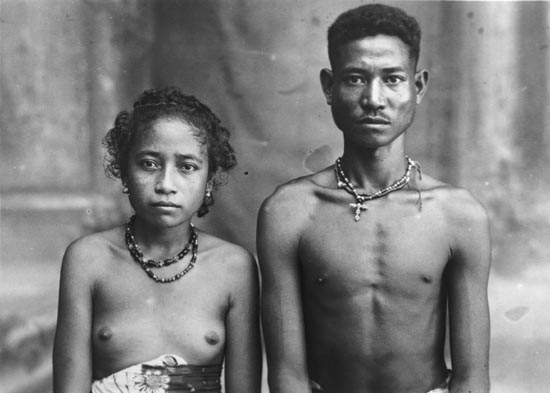
„Galoli-Sprecher“ aus Vemasse im Álbum Fontoura (vor 1940)

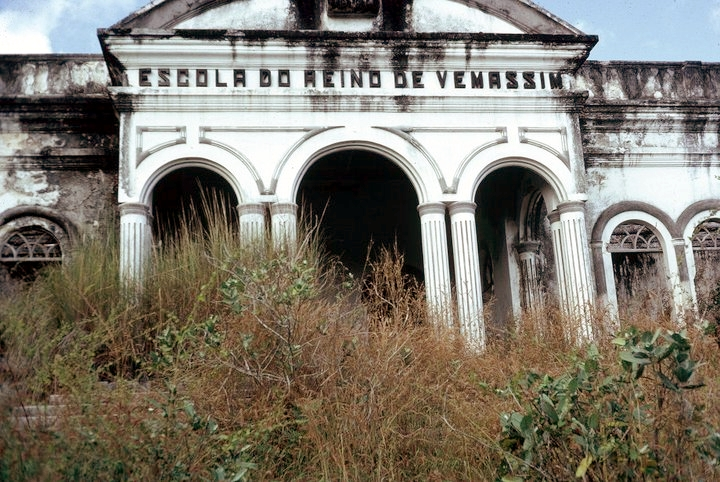
Die Escola do Reino de Vemassim aus den Jahren um 1930 (1970). Sie war im Zweiten Weltkrieg stark beschädigt worden.

Den Namen „Salziges Wasser“ erhielt Vemasse der Legende nach von einem Prinzen von Luca, der hierher geflohen war und durstig aus einer Quelle trank, die sich als salzig herausstellte.
Ein Großteil der Gemeinde Baucau war früher Teil des Reichs von Vemasse oder stand unter dessen Einfluss. Früher hieß das Reich Ade. Ade stand wiederum zunächst unter der Oberhoheit von Luca, bis es sich lossagte und enge Beziehungen mit den Händlern aus Makassar einging. Nach der Eroberung Makassars durch die Niederländische Ostindien-Kompanie (VOC) 1668 versuchten die Niederländer mit dessen Handelspartnern auf Timor Verträge abzuschließen. Eine Flotte der mit den Portugiesen verbündeten Topasse versehrte Ade und beendete noch im selben Jahr das Bündnis und brachte Ade in die portugiesische Einflusssphäre.
1752 existierte bereits eine katholische Kirche in Vemasse.
Im August 1867 rebellierten die Einwohner vom Galoli-Reich von Vemasse, zu dem auch Laga gehörte, gegen die portugiesischen Kolonialherren. Diese Rebellion scheiterte.
Enge Beziehungen herrschten zwischen Vemasse und der von den Niederlanden dominierten Insel Kisar. Regelmäßig besuchte man sich, Handel mit Gold und Wasserbüffel wurde getrieben und der Raja von Vonreli auf Kisar zahlte einen Tribut an den Liurai von Vemasse. Erst Ende des 19. Jahrhunderts unterband der portugiesische Gouverneur Timors José Celestino da Silva (1894 bis 1908) jeden Kontakt, da sich der Raja weigerte vom Protestantismus zum katholischen Glauben überzutreten. Doch bereits 15 Jahre später wurden die Kontakte erneuert, als der Raja von Kisar mit einer Flotte von 20 kleinen Schiffen am Strand von Baucau anlegte.
Nachdem Gerüchte aufkamen, dass die indonesischen Invasoren am 11. Dezember 1975 zehn Zivilisten in Karabela ermordet hätten, floh die Bevölkerung aus Vemasse zunächst zum Berg Lame, am Südrand des Ortes, wo man einfache Baracken errichtete. Dort schlossen sich ihnen Einwohner von Karabela und Bucoli an. Die Bevölkerung konnte zu ihren Ackerflächen zur Ernte zurückkehren, da die Indonesier keine Besatzungstruppen in Vemasse zurückgelassen hatten. So konnten sich die Flüchtlinge mit genügend Nahrungsmittel versorgen, doch in der Mitte vom März 1976 griffen die Indonesier das Flüchtlingslager mit Panzerfäusten und Mörsern an und zerstörten sowohl die Hütten, als auch das Nahrungsmittellager. Die Einwohner flohen entlang des Rio Vemasse acht Kilometer weiter nach Süden, nach Uaigae, wo sie wieder Gärten zur Selbstversorgung anlegten. Doch als die Kämpfe näher kamen, mussten sie erneut fliehen, bis sie schließlich in Uai-Mori (heute Suco Bibileo, 20 km südlich von Vemasse), im Schutz der FRETILIN, erneut Zuflucht fanden. Hier entstand eine base de apoio, eine Widerstandsbasis. Zusammen mit Flüchtlingen aus Dili, Viqueque und anderen Landesteilen lebten sie zwei Jahre hier. Mit der Zeit kam es immer mehr zur Nahrungsmittelknappheit, da immer mehr Menschen eintrafen. 1978 wurde auch Uai-Mori von indonesischen Streitkräften angegriffen. Die meisten Einwohner flohen, einige wurden von den Indonesiern gefangen genommen und in das Sammellager von Bucoli gebracht.
In Lobito wurde der osttimoresische Freiheitskämpfer Aquiles Freitas Soares und einige seiner Anhänger von der FRETILIN hingerichtet. Hier befand sich eine Widerstandsbasis (bases de apoio).
Im Ort Vemasse gab es Ende 1979 ein indonesisches Lager für Osttimoresen, die zur besseren Kontrolle von den Besatzern umgesiedelt werden sollten.
Im November 2005 starben zwei osttimoresische Polizisten durch eine Bombe, die in Vemasse auf ihr Fahrzeug geworfen wurde.

## Politik
Bei den Wahlen von 2004/2005 wurde Carlos Freitas (Acau) zum Chefe de Suco gewählt und 2009 in seinem Amt bestätigt. Bei den Wahlen 2016 gewann Sergio Miguel Luis Freitas und 2023 Carlos Freitas.
2023 wurden als Chefe de Aldeias gewählt: Alexandre Bere-Sahe Soares (Betulale), Luciano de J. Correia (Lor), Marcelo Freitas (Oralan) und António Soares (Raha).

## Persönlichkeiten
Im Dorf Uailacama (Wailakama) nahe dem Ort Vemasse wurde Carlos Filipe Ximenes Belo (* 1948), Friedensnobelpreisträger und ehemaliger Bischof von Dili geboren.